# Derik Osede
 (septembre 2023).
Si vous disposez d'ouvrages ou d'articles de référence ou si vous connaissez des sites web de qualité traitant du thème abordé ici, merci de compléter l'article en donnant les références utiles à sa vérifiabilité et en les liant à la section « Notes et références ».
Derik Osede Prieto, né le 21 février 1993 à Madrid, est un footballeur espagnol qui évolue au poste de défenseur central au FC Inter Turku.

## Palmarès

### En Club
- Bolton Wanderers :
  - Vice-champion de League One en 2017.
- FC Inter Turku :
  - Vainqueur de la Liigacup en 2024.

### En séléction
- Équipe d'Espagne des moins de 19 ans :
  - Vainqueur du Championnat d'Europe des moins de 19 ans en 2012.